# Spud (film)
Spud è un film del 2010 diretto da Donovan Marsh e tratto dal romanzo Patata di John Van De Ruit.

## Trama
Sudafrica, 1990. John Milton, detto Spud, vince una borsa di studio per una scuola privata a KwaZulu-Natal. Il ragazzo fa però molta fatica ad ambientarsi anche a causa delle continue angherie dei bulli del collegio finché capisce che l'unico modo per evitare gli attacchi di bullismo è acquisire fama e conquistare ragazze. E grazie ai suoi bizzarri compagni di dormitorio e all'insegnante d'inglese, Spud riuscirà nell'intento di conquistare il cuore della bella Mermaid.

## Produzione

### Sviluppo
Il film è stato interamente finanziato privatamente da investitori sudafricani, dando ai realizzatori il pieno controllo creativo.

### Casting
Le audizioni sono iniziate nell'agosto 2009 e si sono svolte a Durban, Pietermaritzburg, Città del Capo, Johannesburg e Grahamstown. I video delle audizioni sono stati accettati anche tramite YouTube. Centinaia di ragazzi fecero il provino per il ruolo di Spud. Lo zio del produttore Ross Garland ha visto l'attore australiano di origine sudafricana Troye Sivan alla televisione australiana e ha scritto a Garland di lui. Van de Ruit ha descritto Sivan come "esattamente come immaginavo Spud." Sivan, che canta professionalmente da quando aveva nove anni, canta da solo nel film.
I realizzatori inizialmente pensavano che Jason Cope sarebbe stato troppo giovane per interpretare Sparerib, ma Garland ha detto che "si trasforma in un cattivo padrone di casa non appena sale sul set." Cope ha basato la sua performance su un vice preside che aveva una volta.

### Riprese
Le riprese sono iniziate l'8 marzo 2010 presso il collegio Michaelhouse nel KwaZulu-Natal, in Sudafrica e si sono concluse il 18 aprile 2010.

## Distribuzione
Il film è uscito il 3 dicembre 2010 in Sudafrica, una settimana prima dell'inizio delle vacanze di dicembre-gennaio per le scuole pubbliche sudafricane. Garland e Van de Ruit hanno scritto un libro sulla realizzazione del film che è stato distribuito insieme al film.

## Accoglienza

### Botteghino
Girato con un budget stimato di 4.000.000 di dollari, il film ne ha incassati ai botteghini solamente 2.415.999.

### Critica
Il film ha ricevuto recensioni principalmente positive. Rory Tyson, il responsabile nazionale delle vendite per Nu Metro Films, lo ha definito "un successo", "un fenomeno nazionale" e "circa il 50% più grande del previsto".

## Riconoscimenti
- 2011 - South African Film and Television Awards[12]
  - Miglior montaggio
  - Nomination Miglior suono
  - Nomination Miglior film
  - Nomination Miglior attore a Troye Sivan
  - Nomination Miglior attore non protagonista a Jamie Royal
  - Nomination Miglior fotografia

## Controversie
Il film ha subito alcune controversie intorno ad alcuni dei suoi contenuti poiché il giudice Edwin Cameron della Corte Costituzionale ha inviato al produttore di Spud Ross Garland una lettera in cui diceva che vedeva in particolare due scene come "denigratorie dei gay e delle lesbiche". In una di queste scene "The Guv" interpretato da John Cleese dice che vorrebbe dare a tutte le lesbiche un bel "rogering" (è una parola slang volgare che non ha una vera traduzione in italiano, ma si riferisce a un atto sessuale rude o aggressivo). La seconda scena è quella in cui l'insegnante di arte gay, che allena la peggiore squadra di rugby della scuola, dice loro che è necessaria "più pressione dalle retrovie".
Il produttore Ross Garland ha dichiarato: "Nei cinque anni trascorsi dalla pubblicazione di Spud e con milioni di persone che hanno letto il libro e visto il film, il Giudice Cameron è la prima persona a sostenere pubblicamente che il film è omofobo [...] Con i lettori ed il pubblico di tutto il paese commossi dalla storia di un ragazzo vulnerabile che impara a trovare la propria voce e quindi a superare il bullismo e il bigottismo nella sua scuola nel 1990, è difficile capire come sia arrivato il Giudice Cameron alla sua opinione."

## Sequel
Il film ha avuto due sequel, Spud 2: The Madness Continues (2013) e Spud 3: Learning to Fly (2014), anch'essi tratti da romanzi di John Van De Ruit.